# Bokor József (zeneszerző)
Bokor József, Bokor József Vilmos (Kolozsvár, 1861. február 12. – Budapest, Józsefváros, 1911. október 22.) zeneszerző, színműíró, karmester.

## Élete
Tanulmányait a kassai gimnáziumban végezte. Zenészként kezdte pályáját, 1876-ban Lászy Vilmos színigazgatónál prímhegedűs, majd karmester volt több társulatnál. Szabadkán zenetanítással foglalkozott, ahol megírta leghíresebb operettjét, »A kis alamuszi«-t, mely Hegyi Arankával a címszerepben hosszú ideig dominálta a régi Népszínház műsorát. 1893. október 1-jén a budapesti Népszínházhoz szerződtették karmesternek és ebben az időben sok operettet, népszínművet írt és egyre-másra nyert el különböző pályadíjakat. 1903. november havától a Király Színház szerződtette főrendezőnek és ebben a minőségben hét évig dolgozott. Utolsó éveiben visszavonultan élt és ének- és színpadi játék tanításával foglalkozott.

## Családja
Szülei Bokor József és Körössy Ágnes színészek voltak.
Felesége Bréger Mária színésznő volt, aki született 1855. február 28-án, Sóváron, színipályára lépett 1877. április 13-án, Bényei Istvánnál. 1910. január 1-jén nyugalomba ment.
Gyermekei: 
- Bokor Ilona Talma Mária (Szabadka, 1892 – Budapest, 1956)[5]

## Művei

### Operettjei
- Fra Benuto kapitány, operett 3 felvonásban. Bemutató: 1892. október, Szabadka
- A kis alamuszi, víg-operett 3 felvonásban. Bemutató, 1894, Népszínház
- Napfogyatkozás, operett 3 felvonásban. Bemutató: 1900. december 7., Népszínház
- Huszárkisasszony, operett 3 felvonásban. Bemutató: 1903. október 10., Népszínház
- A főkonzul, operett 8 felvonásban. Írta: Alexander Landesberg és Leo Stein. Zenéjét szerezte: Heinrich Reinhardt (ford.). Bemutató: 1904. április 21., Király Színház
- Nászutazás a kaszárnyába, operett 3 felvonásban. Bemutató: 1905. július 12., Budai Színkör
- Az anarchista kisasszony, operett. Bemutató: 1910. május 28., Budai Színkör

### Színművei
- Falusi történet, népszínmű 3 felvonásban. Bemutató: 1893. április 22., Népszínház
- A szegedi boszorkány, színmű 3 felvonásban. Írta: Fenyéri Mór, melyhez a zenét szerezte. Bemutató: 1893. december 30., Népszínház
- Télen, népszínmű, 1895., Népszínház
- Gyerekasszony, népszínmű 3 felvonásban. Bemutató: 1896. március 28., Népszínház (Zenéjét összeállította Huber Sándor)
- Az édes, népszínmű, 1898. november 25., Népszínház, (Blaha Lujzával)
- Utazás Magyarország körül, látv. néprajz. Bemutató: 1899. augusztus 5., Budai Színkör
- Kurucfurfang, népszínmű, 6 felvonásban. Bemutató:. 1899. december 7., Népszínház
- Harc a millióért, regényes színmű 7 képben. Bemutató: 1900. szeptember 11., Magyar Színház
- Kossuth Lajos, történeti korrajz 5 felvonásban, 9 képben. Bemutató: 1902. szeptember 19., Népszínház

### Bohózatai
- Urfi kisasszony, énekes paraszt bohózat, 3 felvonásban. Bemutató: 1896. május 28., Városligeti Színkör
- Zűrzavar, bohózat 3 felvonásban. Bemutató:  1897. március 12., Vígszínház
- Dupla feleség, énekes bohózat 3 felvonásban. Bemutató: 1898. február 1., Magyar Színház
- Az almafa, verses játék egy felvonásban. Bemutató: 1901. október 15., Vígszínház
- Rolli és Rolland, énekes bohózat 3 felvonásban. Bemutató: 1901 október 25., Népszínház